# Tyfjorden
Tyfjorden (nordsamisk: Dáigevuotna) er en fjordarm af Tanafjorden på østsiden af Nordkinnhalvøen i Gamvik kommune i Troms og Finnmark fylke i Norge. Fjorden har indløb  mellem Hanstyske i nord og Tyfjordneset i syd og går 4,5 kilometer mod vest til Tyfjord i bunden af fjorden.
Tyfjord er en gammel bygd ved fjorden, og den eneste  bebyggelse her.